# Anticrates mesopercna
Anticrates mesopercna is een vlinder uit de familie van de Lacturidae. De wetenschappelijke naam van de soort is voor het eerst geldig gepubliceerd in 1926 door Meyrick.